# ایسکژنگا
ایسکژنگا (به لهستانی:  Iskrzynia) یک روستا در لهستان است که در گمینا کورچنا واقع شده‌است. ایسکژنگا ۱٬۲۰۰ نفر جمعیت دارد.